# Liste der Bodendenkmäler in Pfarrweisach
Auf dieser Seite sind die Bodendenkmäler in der unterfränkischen Gemeinde Pfarrweisach zusammengestellt. Diese Tabelle ist eine Teilliste der Liste der Bodendenkmäler in Bayern. Grundlage ist die Bayerische Denkmalliste, die auf Basis des Bayerischen Denkmalschutzgesetzes vom 1. Oktober 1973 erstmals erstellt wurde und seither durch das Bayerische Landesamt für Denkmalpflege geführt wird. Die folgenden Angaben ersetzen nicht die rechtsverbindliche Auskunft der Denkmalschutzbehörde.

Wappen von Pfarrweisach

Diese Liste gibt den Fortschreibungsstand vom 3. Juli 2018 wieder und enthält elf Bodendenkmäler.

## Bodendenkmäler nach Gemarkung

### Lichtenstein
| Lage                                               | Objekt | Akten-Nr.     | Bild           |
| -------------------------------------------------- | --- | ------------- | -------------- |
| Dürrnhof 11 (Standort)                             | Mittelalterlicher bis neuzeitlicher Burgstall; im Bereich Baudenkmal D-6-74-184-10 | D-6-5830-0022 |                |
| südlich von Lichtenstein in einer Kurve (Standort) | Mittelalterlicher Turmhügel (Teufelsstein) | D-6-5830-0012 | weitere Bilder |
| Lichtenstein 1 (Standort)                          | Untertägige Bauteile der spätmittelalterlichen Burgruine „Lichtenstein“ (Baudenkmal D-6-74-184-18); weitere Bau- und Bodendenkmäler im Bereich des Bodendenkmals: Baudenkmal D-6-74-184-17 (Kirche) mit anhängendem Bodendenkmal D-6-5830-0088, Teile des Baudenkmals D-6-74-184-19 (Südburg) sowie Baudenkmal D-6-74-184-22 (Wohnhaus); teilweise überlappend, teilweise angrenzend Geotop 674R001 „Felslabyrinth beim Schloss Lichtenstein“ | D-6-5830-0019 |                |
| Lichtenstein 1 (Standort)                          | Untertägige Bauteile der neuzeitlichen Pfarrkirche (Baudenkmal D-6-74-184-17); überlappend Bodendenkmal D-6-5830-0019 | D-6-5830-0088 |                |

### Junkersdorf an der Weisach
| Lage                  | Objekt                                                                                          | Akten-Nr.     | Bild |
| --------------------- | ----------------------------------------------------------------------------------------------- | ------------- | ---- |
| Kirchplatz (Standort) | Untertägige Bauteile der spätmittelalterlichen Kirche in Junkersdorf (Baudenkmal D-6-74-184-14) | D-6-5830-0034 |      |

### Kraisdorf
| Lage                              | Objekt                     | Akten-Nr.     | Bild |
| --------------------------------- | -------------------------- | ------------- | ---- |
| nördlich vom Hundsberg (Standort) | Siedlung der Hallstattzeit | D-6-5830-0101 |      |

### Lohr
| Lage | Objekt                                                                               | Akten-Nr.     | Bild |
| --- | ------------------------------------------------------------------------------------ | ------------- | ---- |
| Lohr 33 (Standort) | Untertägige Bauteile der frühneuzeitlichen Kirche in Lohr (Baudenkmal D-6-74-184-23) | D-6-5830-0032 |      |
| Westnordwestlich von Römmelsdorf in einem Waldgebiet (liegt teilweise auch in der Gemarkung von Leuzendorf, Burgpreppach) (Standort) | Bestattungsplatz mit Grabhügeln vorgeschichtlicher Zeitstellung                      | D-6-5830-0102 |      |

### Pfarrweisach
| Lage                                | Objekt | Akten-Nr.     | Bild |
| ----------------------------------- | --- | ------------- | ---- |
| südwestlich Kapellenberg (Standort) | Siedlung vor- und frühgeschichtlicher Zeitstellung | D-6-5830-0021 |      |
| Pfarrgasse 4 (Standort)             | Untertägige Bauteile der bestehenden, spätmittelalterlichen St.-Kilians-Kirche (Baudenkmal D-6-74-184-1), Fundamentemittelalterlicher Vorgängerbauten sowie Körpergräber des Mittelalters und der Neuzeit; weitere Baudenkmäler im Bereich des Bodendenkmals: Baudenkmal D-6-74-184-1 (Friedhofsmauer), Baudenkmal D-6-74-184-2 (Torhaus) Teile des Baudenkmals D-6-74-184-6 (Bildstock) | D-6-5830-0025 |      |

### Rabelsdorf
| Lage                    | Objekt | Akten-Nr.     | Bild |
| ----------------------- | --- | ------------- | ---- |
| Rabelsdorf 8 (Standort) | Untertägige Bauteile der bestehenden St.-Bartholomäus-Kirche (Baudenkmal D-6-74-184-26) sowie Fundamente eines Vorgängerbaus des Mittelalters oder der frühen Neuzeit | D-6-5830-0027 |      |